# Ježce
Ježce – wieś w Słowenii, w gminie Šmartno pri Litiji. W 2018 roku liczyła 28 mieszkańców.